# Unibail-Rodamco

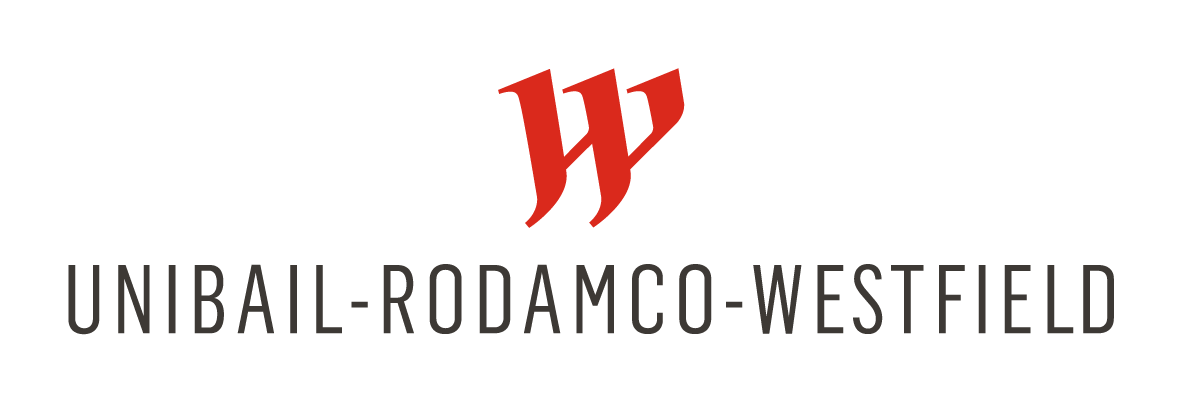
Logotipo da Unibail.Rodamco-Westfield.

Unibail-Rodamco é uma empresa franco-holandesa, sediada em Paris, que tem a sua actividade centrada no investimento em propriedades comerciais. É a maior empresa europeia do sector imobiliário.
Em 2022 a empresa era dona de 87 shoppings.